# Václav Vohralík
Václav Vohralík (24. ledna 1892 Brno – 6. června 1985 Sydney, Austrálie) byl československý atlet-běžec a pozdější trenér.
V letech 1919–1924 byl členem oddílu AC Sparta Praha a od roku 1924 brněnského SK Židenice. Reprezentoval Československo na LOH 1920 v Antverpách, kde s časem 4:04,6 skončil na 4. místě. Dlouho se uvádělo, že byl na těchto hrách také vlajkonošem, ale v roce 2021 historici odhalili, že to byl omyl.
12. září 1925 vytvořil československý rekord v běhu na 5 000 m v čase 15:42,4.
V letech 1926–1934 byl trenérem fotbalového týmu SK Židenice (pozdější Zbrojovka Brno), se kterým získal roku 1926 titul amatérského mistra Československa, v sezoně 1932/33 se s ním probojoval do nejvyšší soutěže a vedl jej také v prvoligovém ročníku 1933/34.
Ve třicátých letech žil také v Rumunsku a Indii, kde pracoval ve vedení filiálky brněnské Zbrojovky.
Po válce měl s Viktorem Strništěm prodejnu sportovních potřeb v Brně naproti divadlu.